# Exosphaeroma bruscai
Exosphaeroma bruscai is een pissebed uit de familie Sphaeromatidae. De wetenschappelijke naam van de soort is voor het eerst geldig gepubliceerd in 2001 door Espinosa-Pérez & Hendrickx.